# Ирмос
Ирмос (грч. εἱρμός) у православном богослужењу представља прву строфу у свакој од песама девет канона, који величају господа Исуса Христа, Богоридицу, светитеља или свети догађај. Ирмос је мелодичан и метрички образац за наредне строфе (тропари) богослужбене химне. Текстови ирмоса су углавном парафразе Светог Писма. Музички ирмос спада у осмогласни систем.
Тематски ирмоси покривају цео систем хришћанског учења и говори о Постању света (углавном Ирмос 3), васкрсењу Христовом (углавном 4., понекад 4. и 5., а понекад и 3.), стварању цркве (3. или 4.). Ирмос 6. садржи молитве за избављење из понора греха и патње. Ирмос 1 ст, 7. и 8. су такође посвећени догађајима из Старог завета. Ирмос 9. за све канони слави Богородицу. Литургијске колекције (књиге) ирмоса познате су од давнина, они се називају Ирмологион.